# Singhiella melanolepis
Singhiella melanolepis és una espècie d'hemípter del gènere Singhiella, de la família dels Aleiròdids.
Va ser descrita científicament per primera vegada per Chen & Ko el 2007.